# Вадковський Федір Федорович

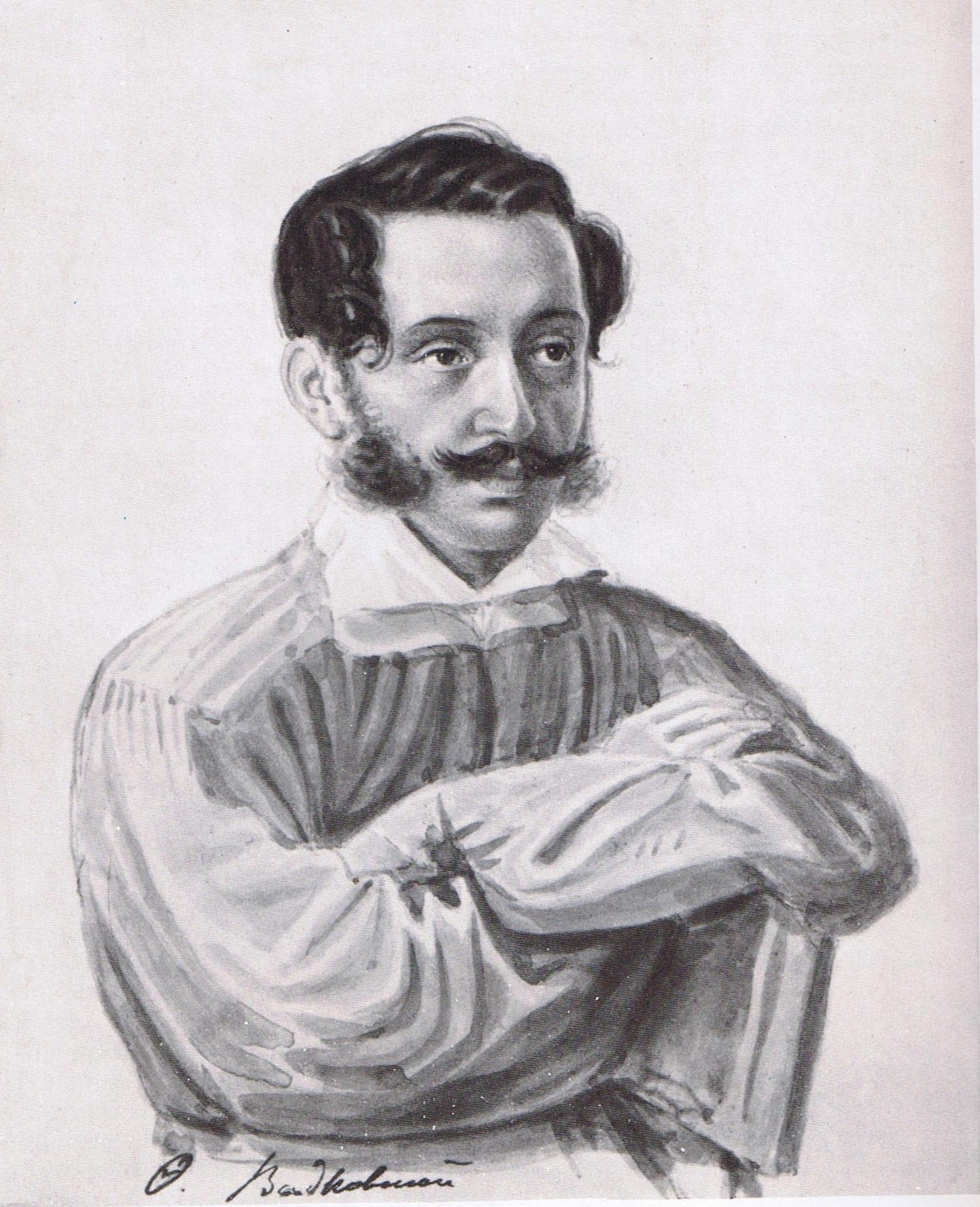
Федір Вадковський

Фе́дір Фе́дорович Вадко́вський (1800 — 8 січня 1844) — декабрист, прапорщик Ніжинського кінно-єгерського полку, поет, музикант. Брат О.Вадковського.

## Біографія
Походить із дворян. Народився в селі П'ятницьке під Єльцем, у маєтку батьків. Виховувався в пансіоні при Московському університеті, потім в абата Лемрі у Петербурзі. В службу вступив підпрапорщиком у лейб-гвардії Семеновський полк у 1818 році. 21 квітня 1820 року був переведений в Кавалергардський полк юнкером. З 1822 року — корнет. 19 червня 1824 року його перевели до Ніжинського конно-єгерського полку, понизили до прапорщика за непристойну поведінку (жарт над імператором і складання сатиричних пісень).
Член Південного товариства з 1823 року, активний організатор декабристського осередка у Кавалергардському полку. Прийняв до товариства Миколу Яковича Булгарі.Заарештований в Курську 11 грудня 1825 року, був ув'язнений у Петропавлівської фортеці. Був засуджений за першим розрядом до каторжних робіт довічно та до позбавлення чинів і дворянства. Покарання відбував у Читинському острозі і Петровському заводі. 1832 року строк каторги скоротили до 15 років, 14 грудня 1835 року — до 13. По закінченню каторги 10 липня 1839 року переведений на поселення в с. Манзурка Іркутської губернії, але у зв'язку з хворобою Вадковського відпустили на мінеральні води до Туркінська, де він перебував до початку вересня, а потім прибув до Іркутська. Займався торгівлею хлібом і глиною. Помер у селі Ойок, могила не збереглася. Доручив розпоряджатися своїм майном Катерині Трубецькій і Олександру Сутгофу.

## Мемуарист
Автор нарису «Біла акація», в якому розповідає про повстання Чернігівського полку за спогадами його учасників.